# DMZ韩国国际纪录片电影节
DMZ韩国国际纪录片电影节（英語：DMZ International Documentary Film Festival）是一个韩国纪录片电影节。名称中的DMZ就是来自于朝鲜半岛上南北朝鲜非军事区。

## 历史
创办于2009年，此后每年举行一次。电影节以“非军事区的和平、生活与交流”为主题，致力于推广与发掘不同主题、风格的纪录电影作品，旨在通过电影连接观众与电影人，令多维度的交流成为可能。电影节竞赛单元包括国际竞赛单元、韩国竞赛单元、青年竞赛单元。